# محافظة هوي زى
محافظة هويزى تقع محافظة هويزى (بالصينية: 会泽)، الخاضعة لسلطة مدينة تشوجينغ في الشمال الشرقي من مقاطعة يونان- جمهورية الصين الشعبية على الضفة الشرقية لنهر جين شا، وشمال غرب مدينة تشوجينغ، باحداثيات ما بين خط الطول 103 ° 03 ′ ～ 103 ° 55 ′ شرقاً و 25 ° 48 ′ ～ 27 ° 04 من شمال خط العرض، تقع بالقرب من مدينة شوان وي ومحافظة وينينغ وتحدها مقاطعة غويجو من الشرق، ومنطقة جان أي ومنطقة شونديان في مدينة كونمينغ من الجنوب، ومنطقة دونغتشوان في مدينة كونمينغ ومنطقة تشاوجيا في مدينة جاوتونغ من الغرب، ومقاطعة لوديان من الشمال، ومن الجدير بالذكر ان محافظة هوي زى تتمتع بمسافة أفقية قصوى تبلغ 84 كيلومترًا من الشرق إلى الغرب ومسافة رأسية قصوى تبلغ 138 كيلومترًا من الشمال إلى الجنوب، وتبلغ مساحتها 5886 كيلومترًا مربعًا. يتمثل مركز المحافظة بمدينة تشونغ بينغ، على ارتفاع 2120 مترًا فوق مستوى سطح البحر، وتبعد 245 كيلومترًا من منطقة كوجينغ الحضرية و 210 كيلومترات من كونمينغ، عاصمة المقاطعة.

## السكان
في نهاية عام 2008، بلغ عدد سكان محافظة هوي زى 950.000 نسمة، مما يجعلها ثالث أكثر المحافظات اكتظاظًا بالسكان من بين 129 محافظة (مدن، منطقة) في مقاطعة يونان. التوزيع السكاني غير متكافئ للغاية، فتعتبر منطقة كاوبا مكتظة بالسكان، في حين ان منطقة جبال الألب الجبلية قليلة السكان. يبلغ عدد السكان المزارعين 870 ألف نسمة، أي 92٪ من مجموع السكان في نهاية عام 2018م، بلغ إجمالي عدد سكان مقاطعة هويز 1.06 مليون.

## الاقتصاد
في عام 2013، عملت الحكومة على تشجيع الاستثمار في المحافظة، فبلغ الناتج المحلي الإجمالي للمقاطعة 14.67 مليار يوان، بزيادة قدرها 13٪ عن السنة السابقة، كما بلغت القيمة المضافة للصناعة الأولية 3.53 مليار يوان، والقيمة المضافة للصناعة الثانوية 7.83 مليار يوان، والقيمة المضافة للصناعة الثالثة 3.31 مليار يوان، استمر الاستثمار في النمو بعد ذلك، أحرز الاستثمار في الأصول الثابتة 8.5 عائدات بقيمة مليار يوان، بزيادة 25٪ عن السنة السابقة، وبلغ إجمالي مبيعات التجزئة للسلع الاستهلاكية 2.7 مليار يوان، بزيادة 18٪.